# Monsec
Monsec (okzitanisch Mont Sec) ist eine Ortschaft und eine Commune déléguée in der französischen Gemeinde Mareuil en Périgord mit 170 Einwohnern (Stand: 1. Januar 2022) im Département Dordogne, Region Nouvelle-Aquitaine. Zuständiger Gemeindeverband war die Communauté de communes Dronne et Belle. Das Gebiet der Commune déléguée ist integraler Bestandteil des Regionalen Naturparks Périgord-Limousin. Die Einwohner werden als Monsecois bzw. Monsecoises bezeichnet.

## Etymologie
Der Ortsname Monsec, okzitanisch Mont Sec, leitet sich ab von franz. Mont (Berg, Hügel) und sec (trocken, arid). Dies dürfte sich auf die recht ariden Höhenlagen der Oberkreide beziehen.

## Geographie
Monsec liegt elf Kilometer nordwestlich von Brantôme und sieben Kilometer südöstlich von Mareuil (Luftlinie). Die Gemeinde Monsec wurde von folgenden Nachbargemeinden umgeben:
|               | Champeaux-et-la-Chapelle-Pommier            | Saint-Crépin-de-Richemont  |
| Vieux-Mareuil | Kompassrose, die auf Nachbargemeinden zeigt | Saint-Félix-de-Bourdeilles |
|               | Léguillac-de-Cercles                        |                            |

Neben dem Ortskern besteht die Commune déléguée aus folgenden Geländepunkten, Weilern, Gehöften und einer ehemaligen Schmiede:
Badaillac, Beauséjour, Chassenat, Chez Briaudet, Combe Brûlée, La Belle, La Forge de Mondevit, La Prade, Le Fort, Le Grand Étang, Le Petit Étang, Les Ages, Les Cinq Chênes, Les Communaux, Les Minières, Les Potences, Les Ribières, Les Vieux Fours, Petit Brégnac, Petit Marafy, Pontarnaud, Puychauvaux, Puypeyroux, Puyrial und Trépacie.
Der topographisch tiefste Punkt im Gebiet der Commune déléguée von Monsec mit 131 Metern liegt beim Weiler Badaillac  im Westen an der Belle, die hier die Commune déléguée verlässt. Der höchste Punkt mit 237 Metern befindet sich in der äußersten nordöstlichen Ecke. Der absolute Höhenunterschied betrug somit 106 Meter und die durchschnittliche Meerhöhe 184 Meter. Das Rathaus im Ortskern liegt auf 166 Meter.

### Verkehrsanbindung
Der Ortskern von Monsec liegt in unmittelbarer Nähe der Hauptverkehrsader D 939 von Angoulême nach Périgueux. Die D 84 von Nontron nach Verteillac verläuft entlang der gesamten Südostgrenze des Gemeindegebiets. Eine von Champeaux-et-la-Chapelle-Pommier kommende Kommunalstraße quert den Ortskern und führt anschließend in Südwestrichtung weiter nach Léguillac-de-Cercles.

## Hydrographie
Das Gebiet der Commune déléguée wird von der Belle entwässert, die im Nordosten westlich des Weilers Pontarnaud entspringt. Sie fließt anfangs nach Südwest, dreht aber mit Erreichen des Weilers La Belle in die Westnordwest-Richtung. Ein nach Nordnordwest gerichtetes Trockental markiert einen Teil der Westgrenze zu Vieux-Mareuil, es mündet als linkes Seitental bei Badaillac in die Belle. Ein rechtsseitiges Trockental mündet flussabwärts von Beauséjour.

## Geologie

Geologische Karte von Mareuil en Périgord. Die Commune déléguée Monsec bildet den zentralen rechten Rand.

Die Commune déléguée Monsec wird vollständig von Sedimenten des nordöstlichen Aquitanischen Beckens unterlagert.
Tiefstes aufgeschlossenes Schichtglied ist das Ligérien (Unterturon) – knollige, plattige Kreidekalke (Formation c3a). Es säumt die linke Talseite der Belle bei Badaillac. Darüber folgen Rudistenkalke des Unteren und Oberen Angoumiens (Formationen c3b und c3c). Das Obere Angoumien ist im Ortskern aufgeschlossen. Auf das Obere Angoumien folgen die harten Fossilkalke des Coniaciums (Formation c4), zu sehen im Süden der Commune déléguée und nördlich des Ortskerns bei Puyrial. Auf das Coniacium legen sich die grauen, Glaukonit-haltigen Kalke des Unteren Santoniums (bei Les Potences an der Südgrenze der Commune déléguée – Formation c5a). Die Austernschill-haltigen Kalkmergel des Oberen Santoniums (Formation c5b-c) stehen nördlich von Puyrial und bei Puychauvaux an. Die generell flachliegende Schichtenfolge der Oberkreide endet mit grauweißen Kreidekalken des Unteren Campaniums bei La Prade und bei Puychauvaux (Formation c6a).
Auf die Oberkreide transgredierte eine alluviale Schotterzunge aus dem Eozän oder dem Unteren Oligozän (Formation H-F). Ihre Schüttung erfolgte nach Südwest und folgt der Gemeindegrenze von Pontarnaud bis Les Potences. Sie ist stellenweise konglomeratisch ausgebildet und enthält Quarz- und verkieselte Arkosegerölle. Große Teile des nördlichen Gebietes der Commune déléguée werden von umgelagerten pleistozänem Kolluvium verhüllt, welches aus Sanden des Obersantons hervorgegangen ist (Formation ACC). Reste gröberklastischen Kolluviums (Formation ACF) und unterpleistozänem Alluviums (Formation Fs) sind ebenfalls vorhanden. Die beiden Trockentäler enthalten würmzeitlichen Hangschutt (Formation GP) – Kalkbruchstücke in reichlich sandig-toniger Matrix. Im Tal der Belle liegt holozänes Alluvium (Formation K). Erwähnenswert sind ferner die zahlreichen Karsthöhlen in der Oberkreide.
Die Mareuil-Störung spaltet sich im Gebiet der Commune déléguée von Monsec in zwei Äste auf, die einer ostsüdöstlichen bzw. einer südöstlichen Richtung folgen. Dieses Störungssystem ist der östliche Ausläufer der Mareuil-Antiklinale. Es hat ein treppenartiges Anheben der mittleren und südlichen Scholle bewirkt mit Versetzungsbeträgen von rund 50 bzw. 30 Metern. Außerdem wurde der Schichtverband gestört, so zeigt er beispielsweise bei Beauséjour ein Einfallen von 15° nach Nordost oder westlich von Puyrial ein Einfallen von 6° nach Südost.
Bei La Forge de Mondevit wurden einst Schotter und Sande in der alluvialen Schotterzunge abgebaut. Eingeschaltete Tonlagen lieferten den Rohstoff einer mittlerweile verfallenen Ziegelei.

## Ökologie

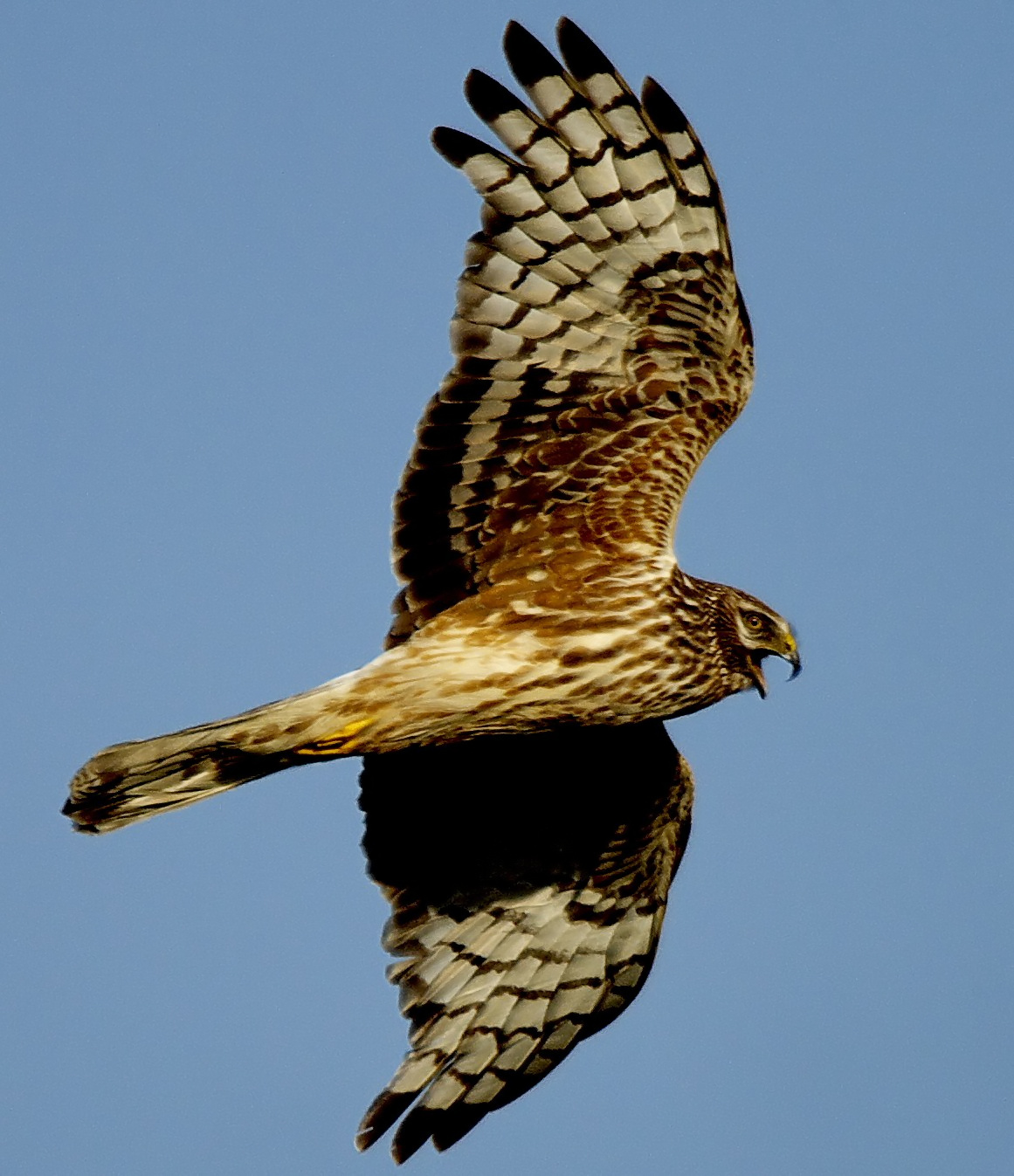
Kornweihe (Circus cyaneus) – Weibchen

### Naturpark
Die ehemalige Gemeinde Monsec bildete seit 1998 einen integralen Bestandteil des Regionalen Naturparks Périgord-Limousin. Ihre Mitgliedschaft wurde im Jahr 2011 erneuert.

### Schutzgebiete
Die Commune déléguée besitzt verschiedenerlei Schutzgebiete (ZNIEFF – Französisch zone naturelle d'interêt écologique, faunistique et floristique):

#### Schutzgebiete des Typus 1
Das Tal der Belle bildet unter dem Titel Vallée de la Belle ein Schutzgebiet des Typus 1. Für dieses maximal 300 Meter breit werdende Areal sind zwei Arten charakteristisch – das Säugetier Europäischer Nerz (Mustela lutreola) und die Pflanze Schachblume (Fritillaria meleagris). Ebenfalls ein Schutzgebiet des Typus 1 sind die Landes des Trois Pierres. Diese Heidelandschaft liegt an der Nordostecke an der Grenze zu Champeaux-et-la-Chapelle-Pommier und Saint-Crépin-de-Richemont und ist 5,13 Quadratkilometer groß, wovon mehr als 2 Quadratkilometer zu Monsec gehören. Sie zeichnet sich durch drei Raubvogelarten aus: Wiesenweihe (Circus pygargus), Rohrweihe (Circus aeruginosus) und Kornweihe (Circus cyaneus). Kennzeichnend sind auch die drei Pflanzenarten Rundblättriger Sonnentau (Drosera rotundifolia), Moorlilie (Narthecium ossifragum) und Reifrock-Narzisse (Narcissus bulbocodium). Darüber hinaus werden 4 Säugetierarten, 50 weitere Vogelarten und 73 weitere Pflanzenarten hier rezensiert.

#### Schutzgebiet des Typus 2

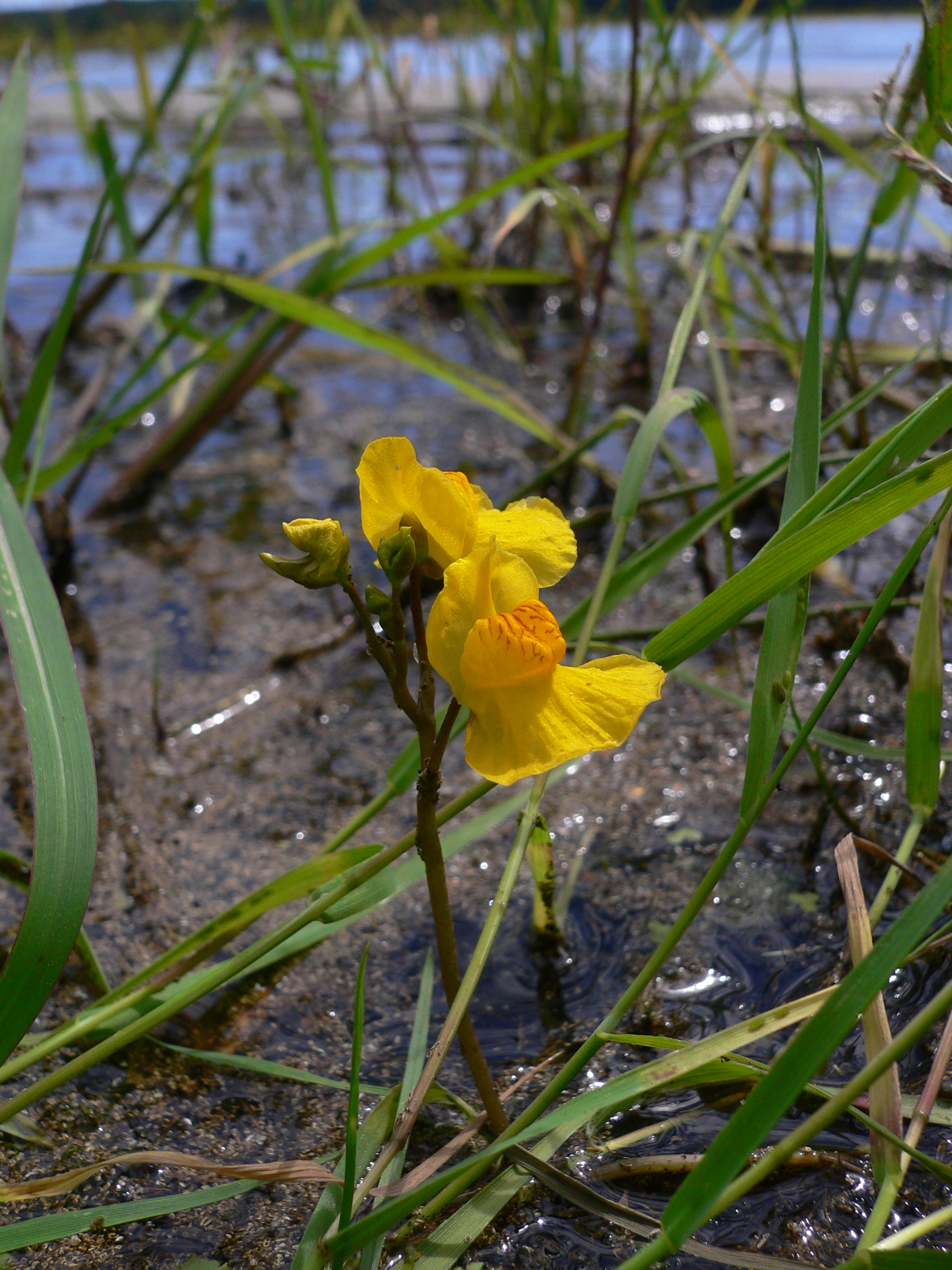
Verkannter Wasserschlauch (Utricularia australis)

Unter dem Titel Vallée de la Nizonne bildet in der Gemeinde Monsec die Talung der Belle (als Nebenfluss der Nizonne) ein Schutzgebiet des Typus 2.
Die Fauna dieses Schutzgebiets setzt sich aus ungefähr 250 Arten zusammen, wovon 30 als charakteristisch angesehen werden. Darunter 20 Säugetierarten, 7 Insektenarten (davon 4 Schmetterlinge), 2 Amphibienarten und eine Reptilart. Neben den unter Typus 1 bereits angeführten beiden Säugetieren sind 18 Fledermausarten von Bedeutung: Mopsfledermaus (Barbastella barbastellus), Großes Mausohr (Myotis myotis), Große Hufeisennase (Rhinolophus ferrumequinum), Langflügelfledermaus  (Miniopterus schreibersii), Kleine Bartfledermaus (Myotis mystacinus), Wimperfledermaus (Myotis emarginatus), Bechsteinfledermaus (Myotis bechsteinii), Wasserfledermaus (Myotis daubentonii), Fransenfledermaus (Myotis nattereri), Großer Abendsegler (Nyctalus noctula),  Kleiner Abendsegler (Nyctalus leisleri), Graues Langohr (Plecotus austriacus),  Braunes Langohr (Plecotus auritus), Kleines Mausohr (Myotis blythii), Kleine Hufeisennase (Rhinolophus hipposideros), Weißrandfledermaus (Pipistrellus kuhlii), Rauhautfledermaus (Pipistrellus nathusii) und Breitflügelfledermaus (Eptesicus serotinus).
Die Flora weist mehr als 200 Pflanzenarten auf, wovon 9 als charakteristisch angesehen werden. Neben der unter Typus 1 bereits erwähnten Schachblume sind dies Gelbe Wiesenraute (Thalictrum flavum), Lungen-Enzian (Gentiana pneumonanthe), Graues Sonnenröschen (Helianthemum canum), Lockerblütiges Knabenkraut (Anacamptis laxiflora), Nizza-Mauerpfeffer (Sedum sediforme), Arenaria controversa, Wald-Simse (Scirpus sylvaticus) und Verkannter Wasserschlauch (Utricularia australis).

## Geschichte
Ältestes erhaltenes Bauwerk in Monsec ist die 1508 errichtete Renaissance-Kirche Notre-Dame de la Nativité. Monsec war damals Zwischenstation auf dem Jakobsweg.
Die Gemeinde Monsec wurde mit Wirkung vom 1. Januar 2017 mit den Gemeinden Champeaux-et-la-Chapelle-Pommier, Les Graulges, Léguillac-de-Cercles, Mareuil, Beaussac, Puyrenier, Saint-Sulpice-de-Mareuil und Vieux-Mareuil zur Commune nouvelle Mareuil en Périgord zusammengeschlossen und verfügt seither dort über den Status einer Commune déléguée. Sie gehörte zum Kanton Brantôme.

## Bevölkerungsentwicklung der ehemaligen Gemeinde
| Jahr | Einwohner |  |
| 1962 | 218       |  |
| 1968 | 203       |  |
| 1975 | 181       |  |
| 1982 | 168       |  |
| 1990 | 167       |  |
| 1999 | 153       |  |
| 2006 | 170       |  |
| 2008 | 181       |  |
| 2011 | 204       |  |
| 2016 | 199       |  |
| 2019 | 186       |  |

Quelle: INSEE
Die Bevölkerung in der Gemeinde Monsec war von 1962 bis 1999 rückläufig. Sie hatte aber danach einen Aufwärtstrend zu verzeichnen, welcher seit 2011 wieder am Abklingen war.

## Sehenswürdigkeiten
- Kirche Notre-Dame de la Nativité aus dem beginnenden 16. Jahrhundert mit Renaissance-Eingang, seit 1925 Monument historique
- Château des Ages

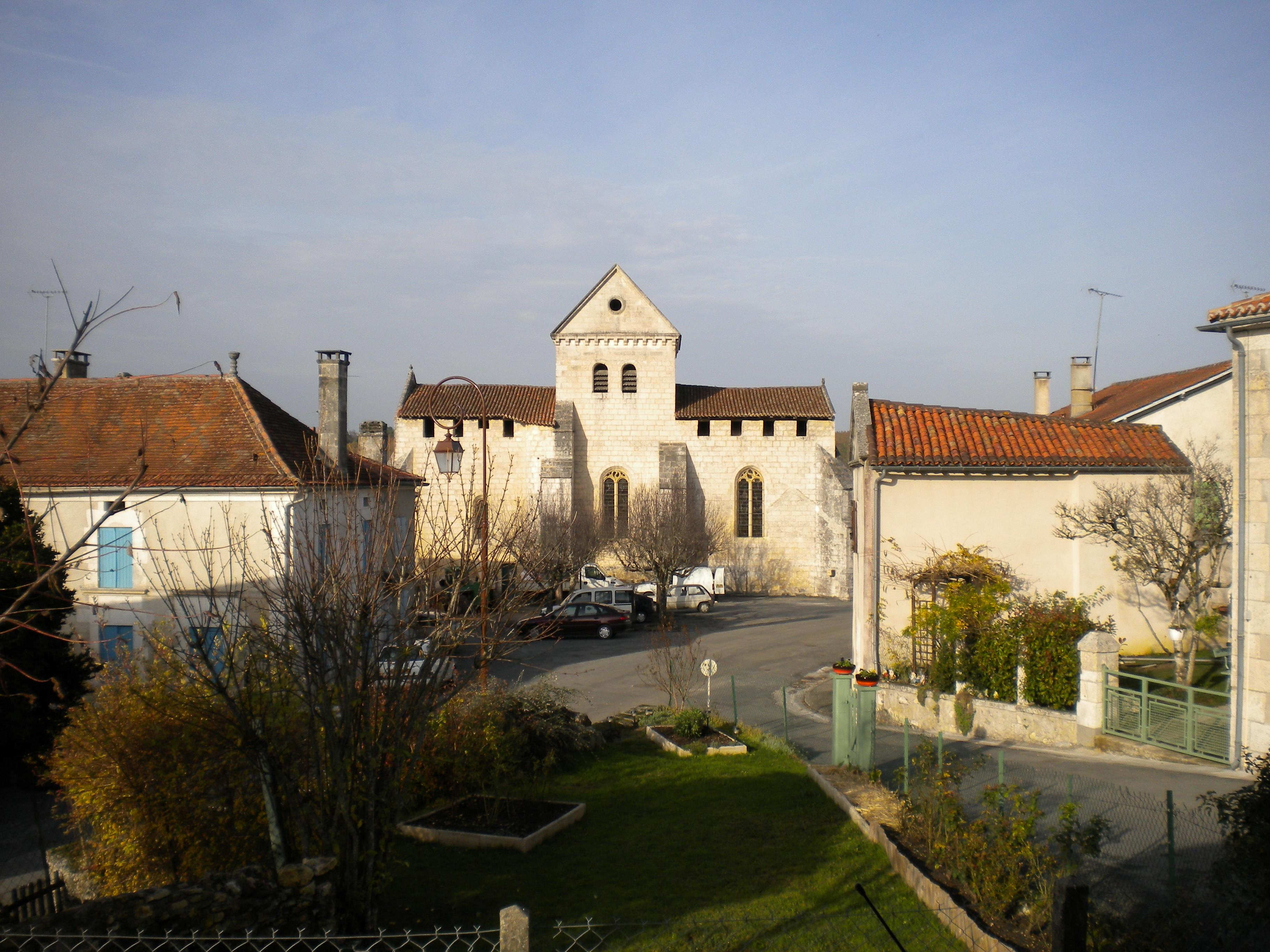
Die Kirche im Ortskern von Monsec
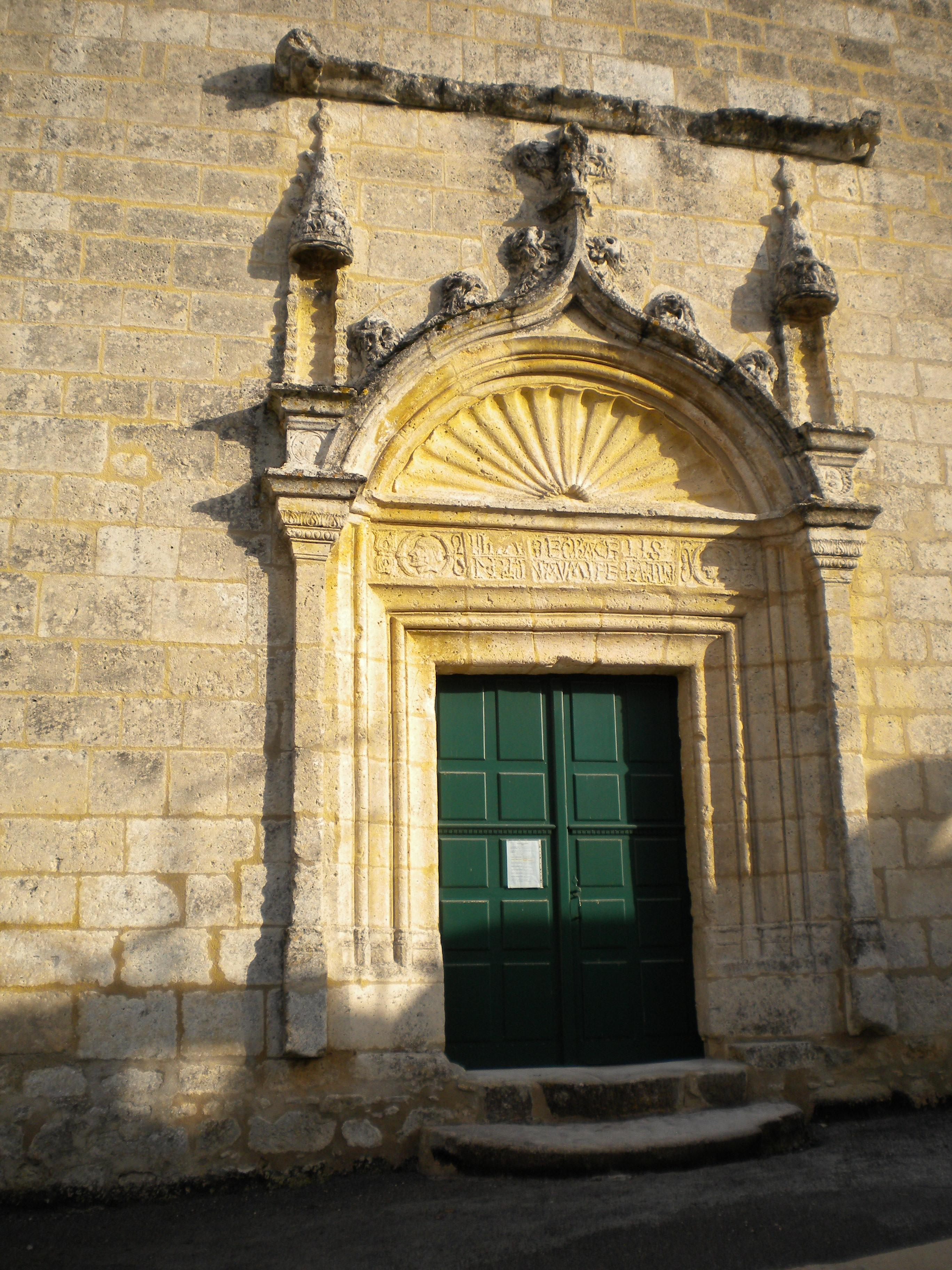
Der Renaissance-Eingang der Ortskirche mit Jakobsmuschel
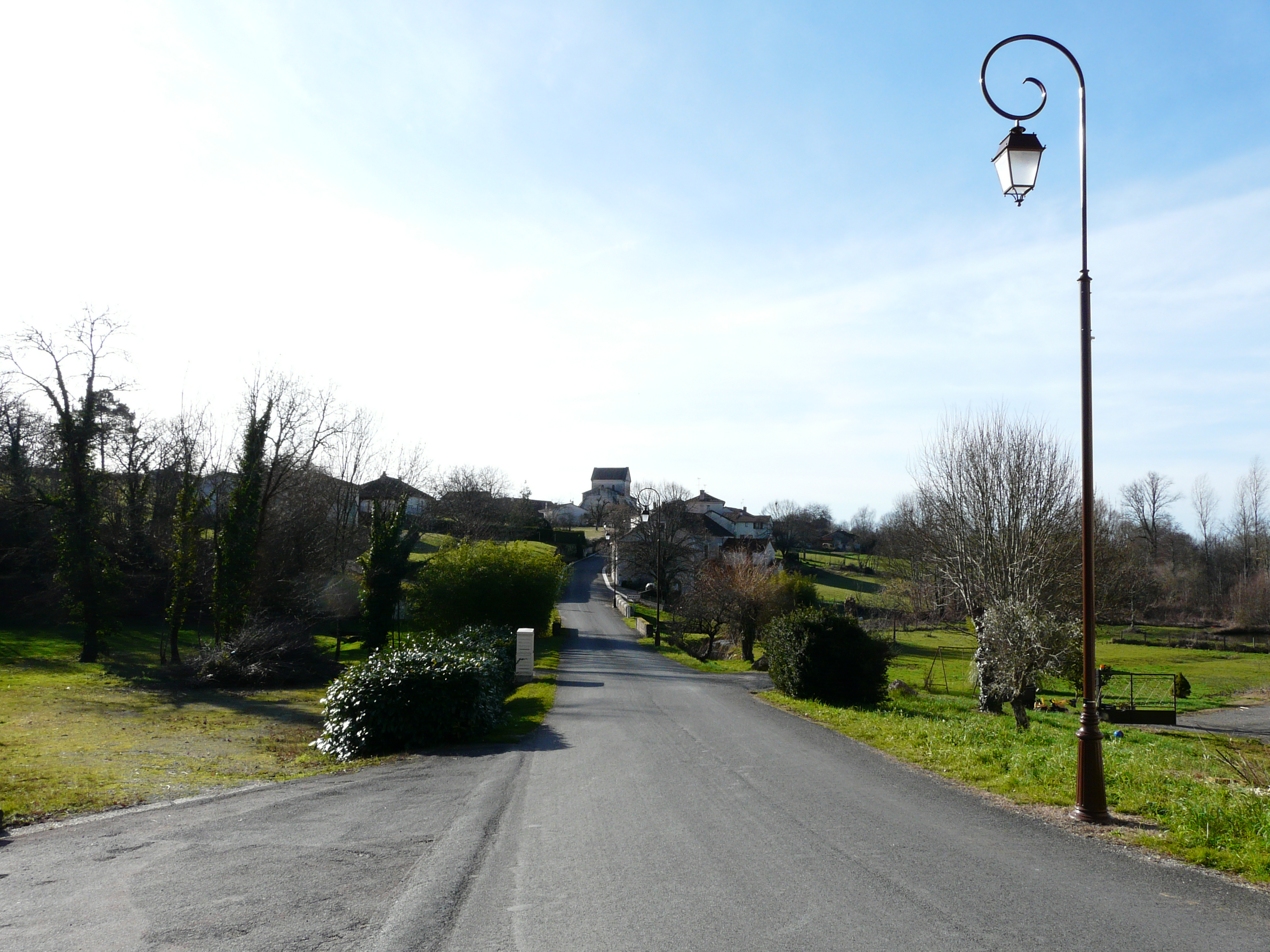
Zufahrtsstraße von Beauséjour nach Monsec
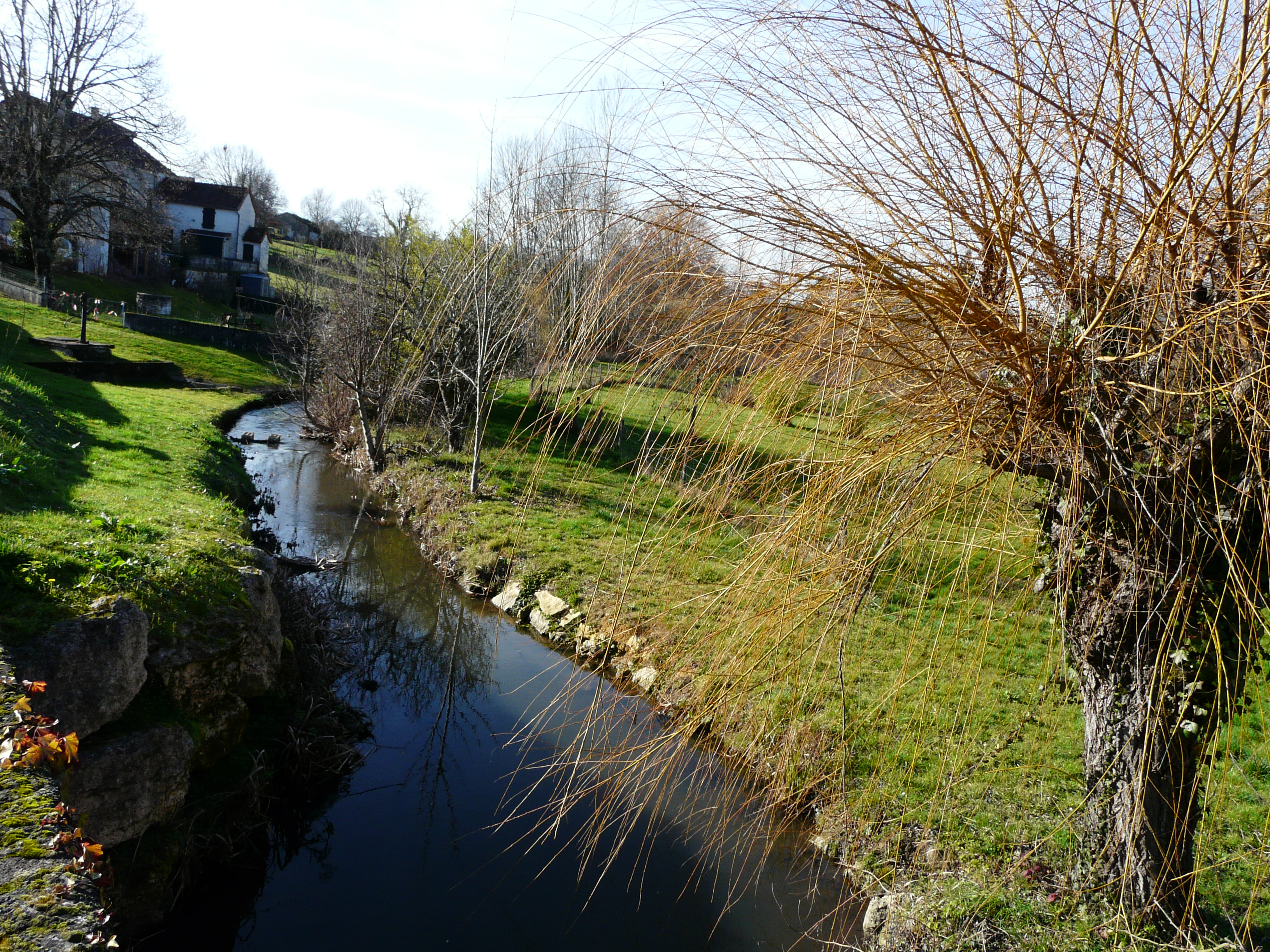
Die Belle nördlich unterhalb des Ortskerns
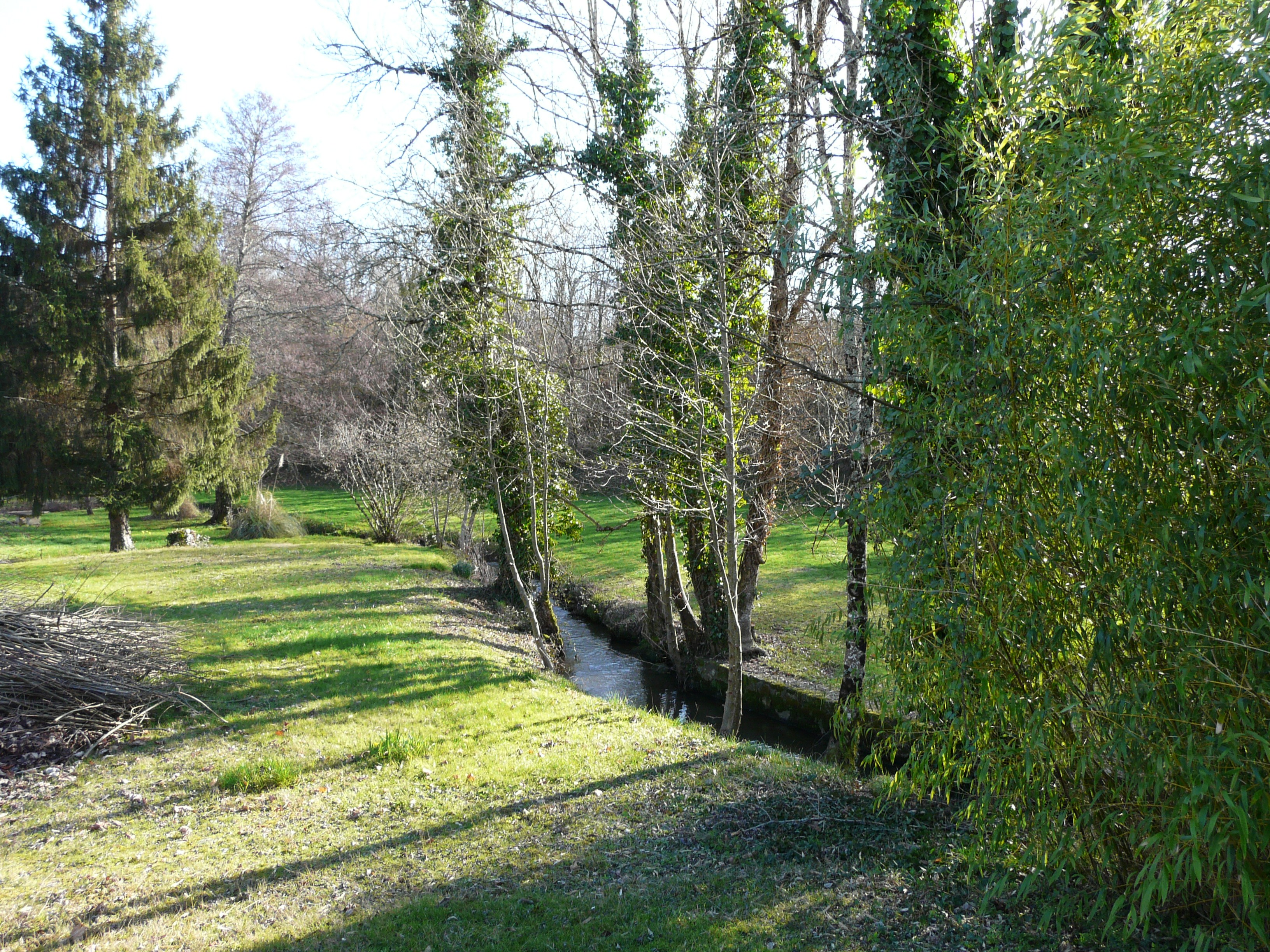
Die Belle hinter Beauséjour
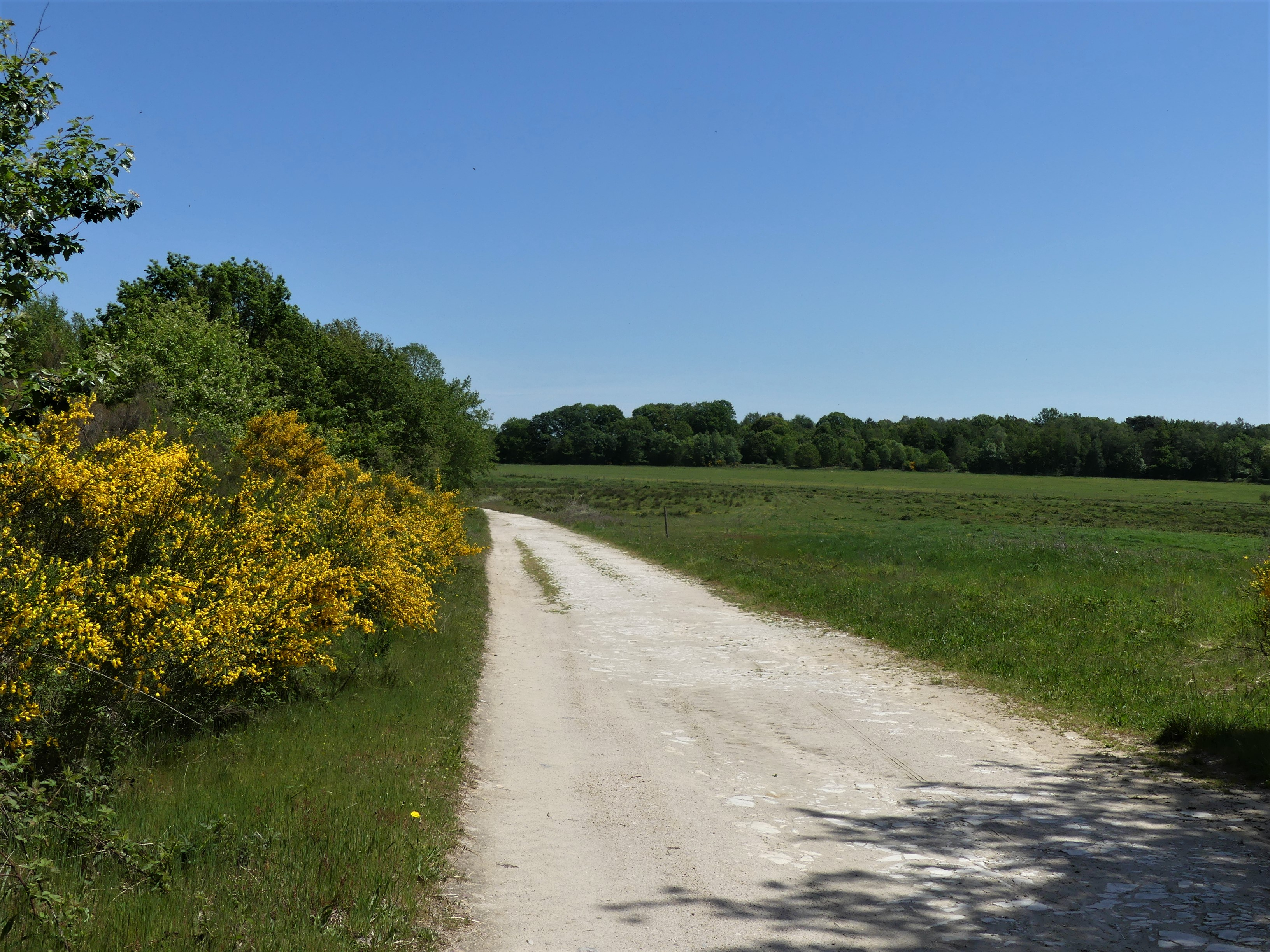
Das Schutzgebiet Landes des Trois Pierres